# Бесхоботные пиявки
Бесхоботные пиявки, или челюстные пиявки (лат. Arhynchobdellida), — отряд кольчатых червей из класса пиявок (Hirudinea). У них нет хобота, но есть челюсти, недоразвитые или вообще рудиментарные у хищных видов.

## Внешний вид и строение
Максимальная длина тела — более 10 см. Глаз чаще всего десять, располагаются они в виде дуги. Челюстей три. Сомит пятиколечный. Есть совокупительный орган.

## Размножение
Откладывают коконы с яйцами в прибрежной полосе во влажный грунт.

## Питание
Большая часть видов паразиты, сосущие кровь позвоночных (например, Haemadipsa picta), но есть и хищники, глотающие свою добычу целиком.

## Значение для человека
Наибольшее значение для людей имеет медицинская пиявка (Hirudo medicinalis), с давних пор применяющаяся в медицине.